# Mbayá
Mbayá (Mbaiá, Guaycuru, Guaicuru; Eyiguayeguí =Gente do Palmar.) je pleme nekada naseljeno na obje obale rijeke Paragvaj u Brazilu (Mato Grosso do Sul) koje jezično pripada porodici Guaycuru. Prema ocu Lozanu oni su imali 3 glavna ogranka, to su: Epicua-yiqui (Epiguayegi), sjeverna grupa; Napin-yiqui, zapadna grupa; i Taqui-yiqui, južna grupa. Iolis,drugi autoritet dijeli ih na 6 grupa. 
Potomci Mbaya današnji su Caduveo Indijanci, izvrsno opisani od Claude Lévi-Straussa u njegovim ‘Tužnim tropima’ (Tristes Tropiques). Kulturno i jezično najsrodniji su im Mocoví, Toba, Lengua i nestali Abipón. 

## Popis plemena
Mbaye se u 18. stoljeću sastoje od 5 plemenskih skupina, a u 19. i 20. od svega jedne, to su:
18. stoljeće:
- Cadiguegodi: s Cadiguegodi, Apacachodeguo, Lichagotegodi.
- Gocogotegodi
- Eyibogodegi
- Guetiadegodi
- Bentuebeo

19. i 20. stoljeće
- Caduveo (Kadiwéu)

## Običaji Mbaya, društvo i atalik
Mbaye su bili borbeno pleme koje je kada se dokopalo španjolskih konja postalo veoma opasno. Društvo im je bilo klasno. Na vrhu ljestvice bilo je plemstvo, među njima razlikovalo se nasljedno plemstvo od oplemenjenih pojedinaca. Drugi su po redu bili ratnici i na dnu robovi chamacoco i guana kmetovi. Ovi posljednji bili su ustvari pripadnici plemena Guana i Chamacoco koje su Mbaye zarobili na svojim ratnim pohodima. Dno Mbaya-društva se isto moglo dijeliti po klasama, naravno po uzoru na Mbaya-gospodare. Mbaya žene bile su prave dame, hodale su uvijek u pratnji robova a uopče nisu htjele razgovarati s običnim španjolskim vojnicima,  oni su bili ispod njezinog nivoa.
Mbaye su bili pravo ratničko društvo, bilo kakav posao osim rata, za njih je bio ispod časti. Svoj identitet su veoma brzo počeli gubiti zbog raznih neobičnih običaja, kao što je ubijanje djece. Ubijalo se svako dijete do onoga za koje se odlučilo da će biti posljednje. Ako bi majka rodila poslije toga, ubila bi ga. U ratne pohode Mbaye su išli radi otimanja djece, to je bio glavni razlog. Djecu su kasnije odgajali kao svoju. Svoju vlastitu djecu roditelji nisu odgajali sami nego su je slali na odgoj u druge kuće. Ovaj običaj, atalik, poznat je na još nekim mjestima. Djecu na odgoju u drugim kućama roditelji su rijetko posjećivali, ona su bila od glave do nogu oslikana crnim slikama. Nakon što bi napunila 14 godina, ta djeca bi bila posvećena, obredno umivena, a obrijali bi jednu od dvije koncentričnih pletenica kojima je bila obavijena njihova glava. Ne samo Mbaye, nego i drugi njihovi srodnici, početkom 19. stoljeća jedva su imali 10% čistokrvnih članova. 
Mbaye su živjeli na račun potlačenih plemena kao što su bili Indijanci Guana i Chamacoco. Oni imaju i par mitova na ovu temu. Levi-Strauss navodi mit kako je bog Gonoenhodi kada je stvarao ljude, prvo stvorio Guane. Za zaduženje dao im je poljoprivredu. Kasnije je iz zemlje izvlačio druge narode i svakim dodjeljivao neki posao. Drugi junak iz njihovog panteona, Varalica, primijetio je da je bog zaboravio izvući Mbaye. Kada su Mbaye došli na zemlju više nije bilo nikakvog posla za njih, tada im Gonoenhodi da da žive na račun drugih. 
Klasne razlike kod Mbaya obilježavale su se tetoviranjem, plemići lice, obični puk čitavo tijelo. Mbaya Indijanci, pa i njihovi potomci Caduveo stvorili su pravu umjetnost oslikavanja lica arabeskama. Dlake s lica, uključujući i obrve, čupali su. isto nalazimo kod Caduvea. Vidi Caduveo.

## Vanjske poveznice
- Mbaya Indians